# Pressed Roses
Pressed Roses è un cortometraggio muto del 1910 diretto da Harry Solter. Commedia di genere sentimentale, il film - prodotto dalla Independent Moving Pictures e distribuito dalla Motion Picture Distributors and Sales Company, aveva come interpreti la coppia formata da Florence Lawrence e King Baggot.

## Produzione
Il film fu prodotto dall'Independent Moving Pictures Co. of America (IMP)

## Distribuzione
Il film - un cortometraggio in una bobina - uscì nelle sale il 26 settembre 1910, distribuito dalla Motion Picture Distributors and Sales Company.